# Guardia Perticara
Guardia Perticara es un municipio situado en el territorio de la provincia de Potenza, en Basilicata (Italia).

## Demografía
| Gráfica de evolución demográfica de Guardia Perticara entre 1861 y 2001 |
|                                                                         |
| fuente ISTAT - elaboración gráfica a cargo de Wikipedia                 |